# قائمة المقاطعات الرومانية
يقدم هذا المقال قائمة بالمقاطعات الرومانية في الإمبراطورية الرومانية المتأخرة، كما ذُكِرَت في كتاب الرتب والوظائف.

## ولاية الغال الإمبراطورية
في اللاتينية، استخدم أحيانا مصطلح Gallia (غاليا) بشكل عام لجميع شعوب القلط ومقاطاعاتهم، مثل جميع البريطونيون الكلتيون، متضمنة المقاطعات الجرمانية والإيبيرية والتي كان لسكانها أيضًا ثقافة قلطية. وصيغة الجمع Galliarum (غاليون) تشير باللاتينية لكل هذه الشعوب[بحاجة لمصدر]،  وليس فقط للغال القيصرية (والممثلة في العديد من البلدان الحديثة).

### أبرشية الغال
غطت الغاليا (Gallia) حوالي نصف مقاطعات الغال في الإمبراطورية المبكرة:
- في ما هو الآن شمال ووسط فرنسا، تقريبًا الجزء الشمالي من لوار (يُطلق عليه اسم العاصمة لوغدونوم، ليون الحديثة)
  - غالية بليقة الثانية
  - غالية لغدون [الإنجليزية] الأولى
  - غالية لغدون الثانية
  - غالية لغدون الثالثة
  - غالية لغدون الرابعة سينونيا (Senonia)
- في بلجيكا، لوكسمبورغ، جزء من هولندا الحالية (أسفل نهر الراين)، على الضفة اليسرى (غربي) نهر الراين
  - جرمانيا الصغرى
  - بلجيكا الثانية (Belgica II)
- في ما يعرف الآن بأجزاء من فرنسا وألمانيا على الضفة الغربية لنهر الراين
  - بلجيكا الأولى (Belgica I)
  - بلجيكا الثانية (Belgica II)
  - جرمانيا الأولى (Germania I)
  - جرمانيا الثانية (Germania II)
- فيما يُعرف الآن بأجزاء من فرنسا وسويسرا:
  - ابنينه [الإنجليزية]
  - مكسيما سكوانوروم [الإنجليزية]

### أبرشية فيينا
سميت مدينة فينينسيس على اسم مدينة فيينا (الآن فيين)، وتقع بالكامل تقريبًا في فرنسا الحالية، جنوب نهر اللوار تقريبًا. كانت في الأصل جزءًا من مقاطعة غال ما وراء الألب [الإنجليزية] التي غزاها قيصر[بحاجة لمصدر]،  ولكن ظلت منفصلة كأبرشية منذ البداية.
- فينينسيس [الإنجليزية]
- الألب البحرية [الإنجليزية]
- أقطانية [الإنجليزية] الأولى
- أقطانية [الإنجليزية] الثانية
- نوفيمبوبيولانا [الإنجليزية]
- نربونه [الإنجليزية] الأولى
- نربونه [الإنجليزية] الثانية

في القرن الخامس، استبدلت فينينسيس بأبرشية Septem Provinciae ("المقاطعات السبع") المشتركة حدوديًا.

### أبرشية إسبانيا[الإنجليزية]
كان هسبانيا (Hispania) اسم لشبه الجزيرة الأيبيرية بأكملها. غطت هسبانيا والمقاطعة الواقعة في أقصى غرب إفريقيا الرومانية:
- بايتيكا
- هيسبانيا بالاريكا [الإنجليزية] (جزر البليار)
- القرطاجيون
- تاراكونينسيس
- غاليسيا
- لوسيتانيا
- موريطنية الطنجية أو إسبانيا الجديدة (Hispania Nova)، في شمال إفريقيا

### أبرشية بريتانيا
- ماكسيما القيصرية [الإنجليزية]
- فالنتيا [الإنجليزية]
- بريتانيا الأولى [الإنجليزية]
- بريتانيا الثانية [الإنجليزية]
- فلافيا القيصرية [الإنجليزية]

## ولاية إيطاليا وأفريقيا (الغربية)
في الأصل كانت هناك أبرشية واحدة لإيطاليا، ولكن قُسِّمَت في النهاية لقسمين شمالي وجنوبي. وهو ما تم على يد أوريليان حيث قسم إيطاليا لمناطق عدة.

### أبرشية ضواحي إيطاليا
يشير مصطلح Suburbicaria للقرب من روما Urbs (المدينة والعاصمة)، وتشمل الجزر التي كانت تعتبر سابقًا خارج إيطاليا.
- كامبانيا
- توسكانيا وأومبريا [الإنجليزية]
- بجانة [الإنجليزية]
- أبوليا وكالابريا [الإنجليزية]
- بروتيا ولوتشانيا [الإنجليزية]
- سامنيوم
- فاليريا [الإنجليزية]
- كورسيكا
- صقلية
- سردينيا

### أبرشية موارد إيطاليا
يشير مصطلح Annonaria لاعتماد روما على هذه المنطقة لتوفير احتياجاتها. وشملت شمال إيطاليا ورائيتيا.
- فينشيا وسترية [الإنجليزية]
- إيميليا
- ليغورية [الإنجليزية]
- فلامينيا وموردية بجانة (Flaminia et Picenum Annonarium)
- كوتي الألب [الإنجليزية]
- رايتيا الأولى
- رايتيا الثانية

### ابرشية افريقيا
ضمت إفريقيا الجزء الرئيسي لشمال إفريقيا الرومانية:
- مقاطعة إفريقيا أو زوغيتانا (Zeugitana)
- بيزاسينا
- موريتانيا القيصرية
- موريتانيا السطيفية
- نوميديا
- إقليم طرابلس

## ولاية إليريكوم الإمبراطورية
سُمَّيّت ولاية إليريكوم على اسم مقاطعة إليريكوم.وضمت في الأصل أبرشيتين، أبرشية بانونيا وأبرشية مواشيه [الإنجليزية]. لاحقا قسم قسطنطين الأول أبرشية مواشيه إلى أبرشيتين: أبرشية مقدونيا وأبرشية داسيا.

### أبرشية بانونيا
كانت بانونيا واحدة من أبرشيتين شرقيتين خضعتا للحكومة الرباعية ولا تنتمي للقسم اليوناني للإمبراطورية (الأبرشية الأخرى كانت داسيا)؛ نُقِلَت للإمبراطورية الغربية عندما حكم ثيودوسيوس الأول إمبراطورية رومانية موحدة عام 395.
- دالماتيا
- نوريكوم المتوسطية
- نوريكوم النهرية
- بانونيا الأولى [الإنجليزية]
- بانونيا الثانية [الإنجليزية]
- بانونيا سافيا [الإنجليزية]
- بانونيا القوية [الإنجليزية]

### أبرشية داسيا
عاش الداتشيون في منطقة ترانسيلفانيا، التي ضمها تراجان للإمبراطورية. ورغم ذلك، قل الاهتمام بداسيا خلال غزوات القرن الثالث[لماذا؟]، استقر بعض السكان المُهَجرين من المقاطعة المهجورة على الجانب الجنوبي لنهر الدانوب. أعادوا تسمية موطنهم الجديد داسيا لتقليل تأثير تهجيرهم من داسيا الأصلية على هيبة الإمبراطورية. نقِلَ ثيودوسيوس الأول الأبرشية للإمبراطورية الغربية عام 384، على الأرجح كتعويض جزئي للإمبراطورة جوستينا لاعترافه بانتزاع ماغنوس مكسيموس للسلطة في بريطانيا والغال وهيسبانيا.
- داشيا المتوسطية [الإنجليزية]
- داشيا النهرية [الإنجليزية]
- مواشيه الأولى [الإنجليزية]
- دردانيا
- برايفاليتانا [الإنجليزية]

### أبرشية مقدونيا
نقِلَ ثيودوسيوس الأول أبرشية مقدونيا للإمبراطورية الغربية في 384، على الأرجح كتعويض جزئي للإمبراطورة جوستينا لاعترافه بانتزاع ماغنوس مكسيموس للسلطة في بريطانيا والغال وهيسبانيا.
- مقدونيا الأولى
- مقدونيا الثانية
- ثيساليا
- إبيروس القديمة [الإنجليزية]
- إبيروس الجديدة [الإنجليزية]
- أخايا
- كريتا [الإنجليزية]

## ولاية الشرق الإمبراطورية
لأنها كانت الموطن الثري للإمبراطور الشرقي، فستظل ولاية الشرق Oriens مركزًا للإمبراطورية البيزنطية لفترة طويلة بعد سقوط روما. وسيكون محافظها البريتوري أخر من بقيَ، لكن المنصب سيتحول لوزير داخلي، مجردا من وظيفته العسكرية الأصلية.

### أبرشية تراسيا
كانت تراقيا الركن الشرقي الأقصى للبلقان (الجزء الوحيد خارج ولاية إليريكوم) والمنطقة النائية الأوروبية للقسطنطينية.
- أوروبا [الإنجليزية]
- طراجية [الإنجليزية]
- هيميمونتوس [الإنجليزية]
- رودوبي
- مويسيا الثانية
- سكيثيا الصغرى

### أبرشية آسيا
آسيا (أو آسيا الصغرى) في العصور القديمة كانت تعني الأناضول. تمركزت هذه الأبرشية الآسيوية في مقاطعة آسيا الرومانية القديمة، ولم تغطي سوى الجزء الغربي الغني من شبه الجزيرة، وبالأخص القريب لبحر إيجه.
- آسيا
- ميسيا (يشير الاسم Hellespontus لقربها من بحر مرمرة، لذا الأقرب إلى اليونان)
- بامفيليا
- كاريا
- ليديا
- ليقيا
- ليكاونيا
- بيسيدية
- فريجيا الأولى· فريجيا الثانية
- الجزر الإيجية المتجاورة في مقاطعة الجزر [الإنجليزية]

### أبرشية البنطس
بنطس Pontus الاسم اللاتيني لبونتوس الإغريقية، وهو اسم مملكة هيلينستية، والمشتق بدوره من يوكسين بونتوس Euxine Pontus، الاسم اليوناني الروماني للبحر الأسود.
احتوت بشكل أساسي على أجزاء من آسيا الصغرى القريبة لتلك السواحل (إضافة للمركز الجبلي)، واشتملت أيضًاه على شمال الحدود جدا مع عدو روما بارثيا (بلاد فارس).
- بيثينية
- غلاطية [الإنجليزية] الأولى والثانية
- بافلاغونيا
- أونورياس [الإنجليزية]
- كبادوكيا [الإنجليزية] الأولى والثانية
- بنطس الهيلينية
- بنطس البوليمونية
- أرمينيا الأولى والثانية والثالثة والرابعة المضافة في عهد جستنيان

### أبرشية المشرق
شاركت الأبرشية المشرقية اسمها مع موقع ولايتها الجغرافي، حتى بعد أن فقدت أغنى جزء منها، مصر، وأصبحت أبرشية منفصلة؛ لكنها مهمة عسكريا على الحدود الفارسية (الساسانية) وبوجه القبائل الصحراوية الجامحة.
وهي تتألف أساسا من المشرق العربي الحديث (سوريا ولبنان والعراق وإسرائيل والأراضي الفلسطينية والأردن) باستثناء المناطق النائية الصحراوية:
- شبه الجزيرة العربية
- فلسطين الأولى
- فلسطين الثانية
- فلسطين الثالثة
- سوريا الأولى
- سوريا الثانية
- فينيقيا الأولى، فينيقيا الثانية، فينيقيا اللبنانية
- الفراتية
- الرها
- ميزوبوتاميا

بجانب ذلك، احتوت على الساحل الجنوبي الشرقي لآسيا الصغرى وجزيرة قبرص القريبة
- قيليقية الأولى والثانية [الإنجليزية]
- إيساوريا
- قبرص

### أبرشية مصر
كانت هذه الأبرشية في شمال شرق إفريقيا - بشكل رئيسي مصر، مخزن الحبوب الغني التي كانت تحت الهيمنة الشخصية للإمبراطور- كانت الوحيدة التي لم تكن تحت حكم فيكاريوس، بل لُقِبَ حاكمها برايفكتوس أوغستاليس (Praefectus Augustalis، ويشير مصطلح أوغستاليس هنا إلى أنه حَكَمَ باسم الإمبراطور شخصيا). نشئت هذه الأبرشية من انقسام الأبرشية المشرقية.
جميع الحكام المدنيين باستثناء واحد، كانوا من رتبة برايسيس المقاطعات (Praeses provinciae).
- كانت ايجيبتوس Aegyptus (بالمعنى الضيق هنا) تعني مصر السفلى فيما حول الإسكندرية. وفي الأصل كانت تُسَمى ايجيبتوس يوُيا Aegyptus Iovia (من اسم كوكب المشتري Iovis، حيث كان Iovius من ألقاب الإمبراطور أغسطس دقلديانوس). لاحقا قُسَّمَتْ لمقاطعتين.
- مثلت أوجستامنيكا باقي مناطق مصر السفلى، مع الجزء الشرقي من دلتا النيل (13 مدينة) - وكانت المقاطعة المصرية الوحيدة تحت حكم مصحح [الإنجليزية]، وهو حاكم ذو رتبة أدنى. في الأصل كانت تسمى أيجيبتوس هيركوليا Aegyptus Herculia (نسبة لمساعد دقلديانوس في الحكم ماكسيميان وكان لقبه هيركوليوس). لاحقا قسمت لمقاطعتين
- مثلت مقاطعة طيبة مصر العليا. وتركت النوبة الواقعة جنوب فيلة لشعوب القبائل. لاحقا قسمت لمقاطعتين، طيبة العليا وطيبة السفلى.
- أركاديا (المعروفة باسم أركاديا إيجيبتي Arcadia Ægypti؛ لتمييزها عن أركاديا [الإنجليزية] اليونانية)

بعيدا عن مصر الحديثة، ضمت ايجيبتوس أيضًا مقاطعة برقة، شرق ليبيا الحديثة (الاسم القديم للقارة الأفريقية). وقُسَّمَت برقة لمقاطعتين، كل منهما تحت حكم برايسيس:
- ليبيا الكبرى
- ليبيا الصغرى